# ガウシア (小惑星)
ガウシア (1001 Gaussia) は、小惑星帯に位置する小惑星。クリミア半島のシメイズ天文台で、ソビエト連邦の天文学者セルゲイ・ベリャフスキーによって発見された。
ドイツの数学者で、天文学者としても活動したカール・フリードリヒ・ガウスに因んで命名された。